# Andover (Connecticut)
Andover – miejscowość w USA, w stanie Connecticut, w hrabstwie Tolland.